# 傲瀧

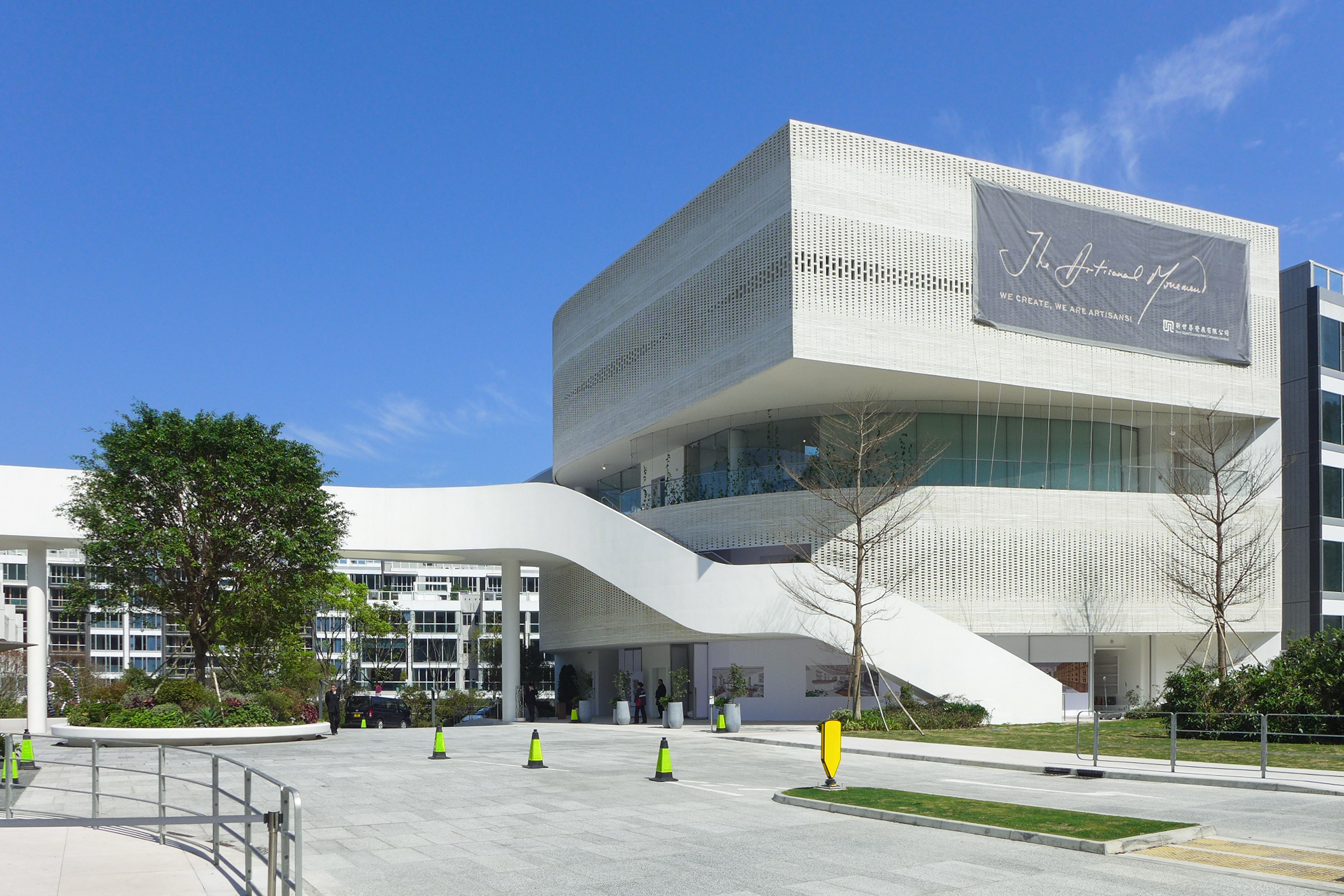
屋苑入口設樓高3層文創藝術館WHITE YARD GALLERY

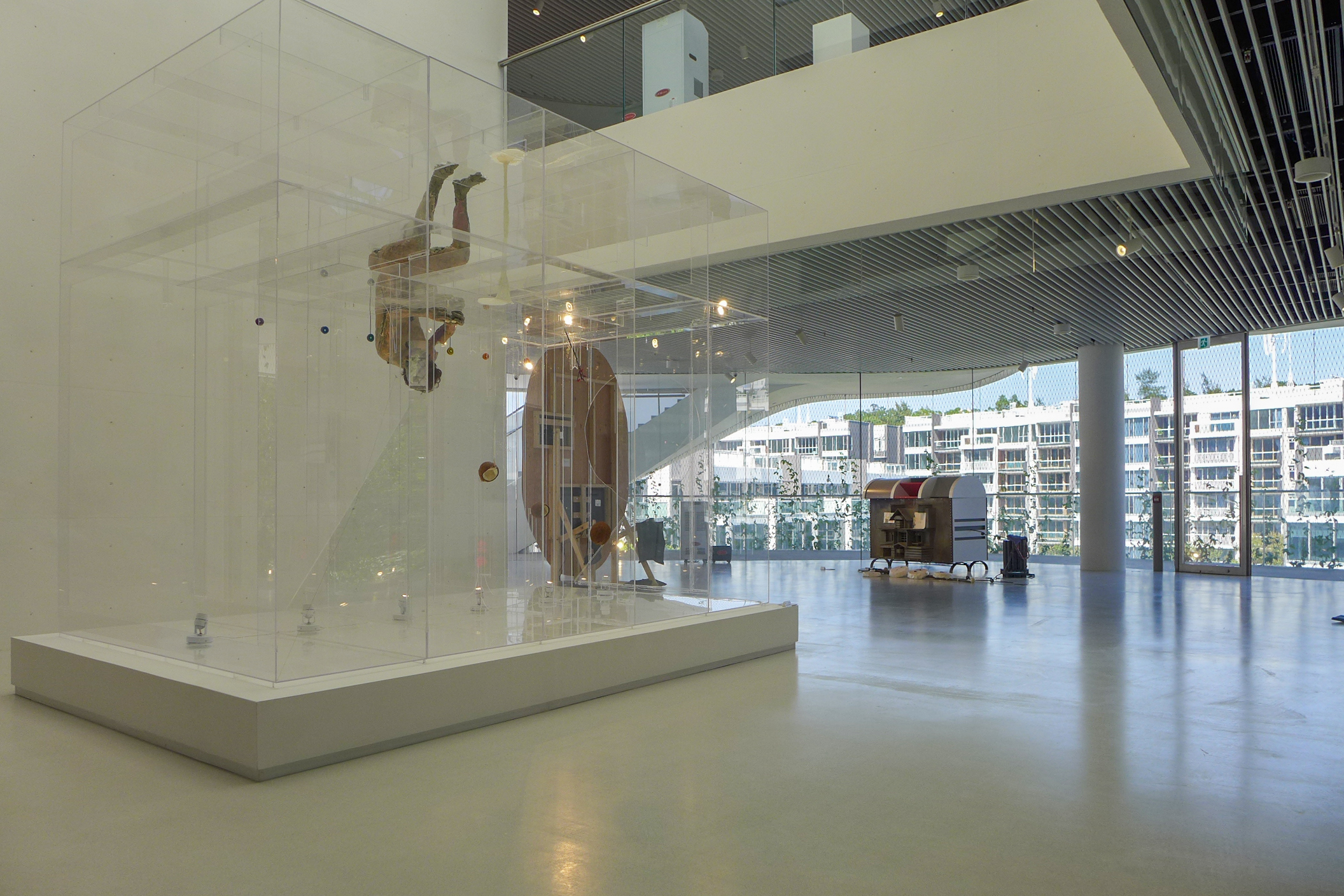
藝術空間chi art space

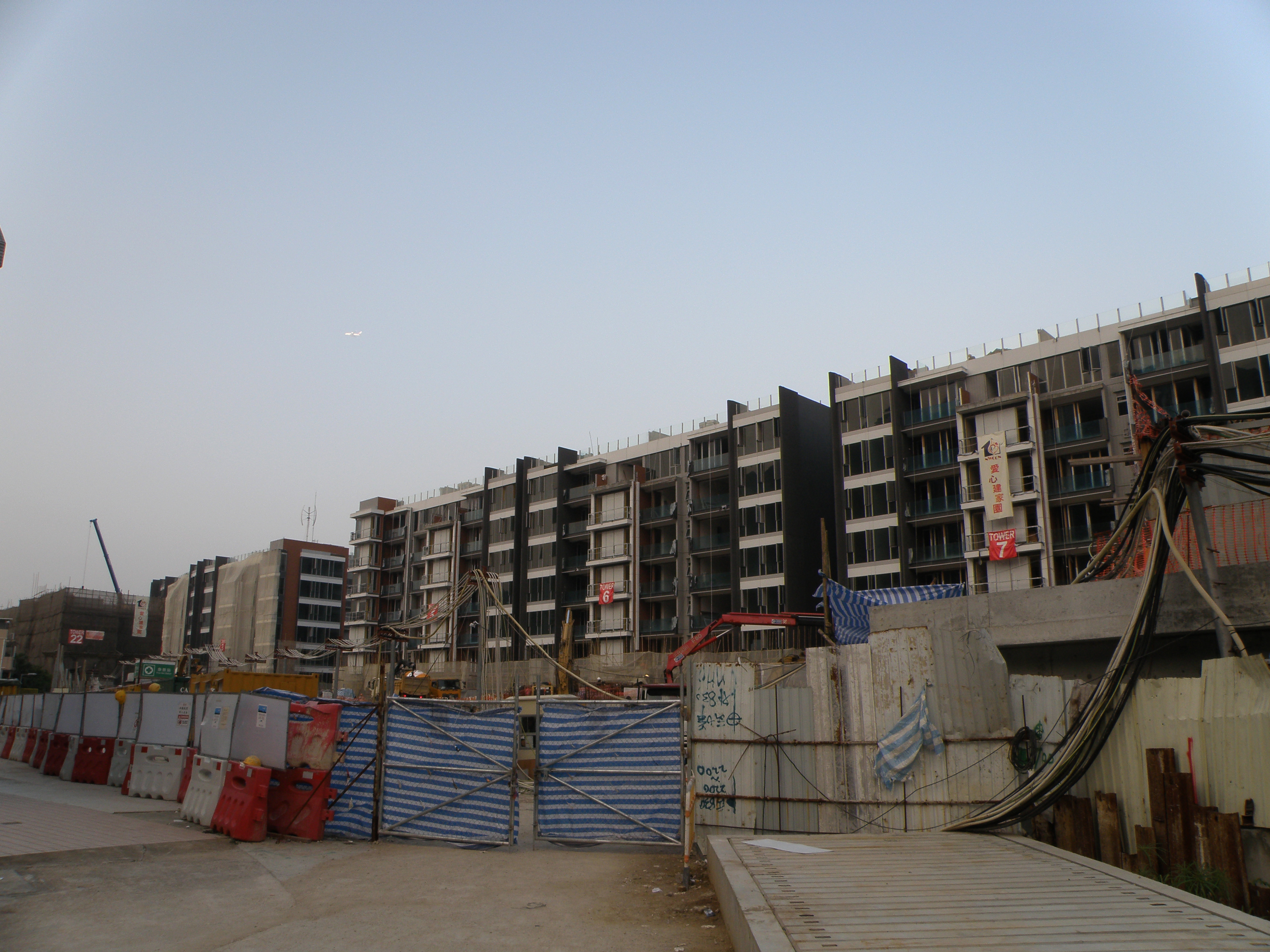
興建中的傲瀧（2016年1月）

傲瀧（英語：Mount Pavilia），位處於香港西貢清水灣半島大埔仔清水灣道663號（香港科技大學後方），是新世界及普基共同發展的豪華住宅屋苑，由王董建築師事務設計，2011年9月新世界發展負責與政府達成補地價協議，作價66.4億元，以項目總樓面積1078517平方呎計，即每方呎樓面價約6,148元，物業地盤面積719035平方呎，分為21座及6座住宅大樓，共提供680伙單位，於2016年第4季落成。屋苑早於2016年1月已獲批預售樓花同意書，不過要到2017年4月尾，才推出首批單位招標。

## 住宅
屋苑當中21座為住宅大廈，每座樓高7層。間隔提供1房至4房，單位實用面積介乎409至3,372平方呎。另設大量特色戶及複式或3複式。其餘6座為住宅大樓（A座至F座），每座樓高4層，實用面積介乎2,201至3,372平方呎，全屬4房特色大單位。

## 設施
屋苑設逾34.5萬平方呎會所及園林，會所WHITE YARD CLUB由國際級建築大師曹敏碩設計，設有健身室、籃球場、真草地網球場、1.7萬方呎兒童遊樂天地等，遊樂區由荷蘭著名工作室Carve設計。園林近27萬方呎，植樹約1,200棵，共栽種了約33種不同品種，設有以「Home and Family」為主題的雕塑公園、天然樹林緩跑徑和藝遊徑。
屋苑亦引入不少環保元素，包括為住戶提供水耕地方的「魚菜共生」區域，設置單車站供住戶使用。部分大廈天台裝設風力發電儀器，可供應大廈公共地方電力。
地庫停車場設718個車位。屋苑入口設樓高4層商業大樓WHITE YARD GALLERY，地下為餐廳、2至3樓為藝術空間chi art space，共超過5400平方呎。新世界已將商場連停車場出售。

## 著名住客
傲瀧環境寧靜，毗鄰香港科技大學，不少商界及專業人士如醫生及大學教授為該處住客。
- 關智斌[4]
- 王浩信
- 袁偉豪及其妻張寶兒
- 張寶欣
- 陳柏熹 (慕詩國際集團有限公司創辦人陳欽杰兒子)
- 甄子康 (香港商業電台唱片騎師少爺占)
- 周柏豪[5]
- 黃天翱 (香港流行樂隊Dear Jane成員)及其妻楊洛婷
- 陳偉琪
- 鍾國斌
- 劉愷威
- 羅寶靈 (大家樂集團前主席陳裕光妻子B座G3單位)
- KINOSHITA ANDREW (木下一的兒子木下安德E座G5單位)
- Dear Jane主音黃天翱（Tim）及其妻楊洛婷(已搬離)

## 外部連結
- 傲瀧 （页面存档备份，存于）